# Tania González Peñas
Tania González Peñas, née le 18 octobre 1982 à Avilés, est une femme politique espagnole, membre de Podemos.

## Biographie
Titulaire d'une maîtrise en analyse politique depuis 2006, Tania González Peñas est, entre 2009 et 2014, enseignante dans divers établissements d'enseignement secondaire et de formation continue.
Elle devient députée européenne le 11 septembre 2014, en remplacement de Carlos Jiménez Villarejo. Elle siège dans le groupe de la Gauche unitaire européenne/Gauche verte nordique dont elle est vice-présidente. Elle est également vice-présidente de la délégation pour les relations avec les pays de la Communauté andine et membre de la commission des transports et du tourisme.